# ハドノキ
ハドノキ Oreocnide pedunculata (Shirai) Masamune は、イラクサ科の樹木の一つ。ヤナギイチゴに少し似ていて白い果実を付ける。

## 特徴
常緑性の小高木。高さは4-5mに達する。枝には短い伏毛がある。樹皮は赤褐色になる。葉は長楕円状披針形で長さ5-15cm、幅は2-4cmで、1-3cmの短い葉柄がある。葉身は先端が尖り、基部は鈍形または広いくさび形、つまりやや丸みを帯び、縁には鈍い鋸歯が並ぶ。葉の両面は無毛、または短い伏毛が並ぶ。葉柄は普通赤みを帯びる。
花は2-4月に咲く。雌雄異株であり、雄花雌花いずれも団集花序をなす。雄花の花序は長さ3-5mmの柄がある。痩果は卵形で、多肉質になった花被に合着し、長さ1.5mm。

## 分布と生育環境
本州では伊豆半島と紀伊半島南部に、それに四国と九州南部、及び琉球列島に分布する。国外では台湾から知られる。紀伊半島では和歌山県串本町の大島にのみ見られるが、同地では珍しいものではない。二次林的な要素で、二次林や自然林の林縁などに出る。繁殖力も強い。

## 分類
同属ではイワガネ O. fruticosa が四国と九州から知られる。本種に似るが、葉に毛が多く、特に裏面は白い綿毛が（少なくとも当初は）密生する。

## 利用
かつては牛馬の飼料に使われたことがある。近縁なヤナギイチゴは食べられるが、本種の果実は食えば食える程度で美味くないとのこと。
和歌山県はこれを準絶滅危惧種としているが、解説文からは危険性は読み取れず、むしろ分布北限としての価値を認めたための指定と思われる。